# Lista monumentelor istorice din județul Iași - Ț

Simbol pentru monumentele istorice

Lista monumentelor istorice din județul Iași - Ț cuprinde monumentele istorice înscrise în Patrimoniul cultural național al României și aflate în localități ce încep cu litera Ț din județul Iași. 
Lista completă este menținută și actualizată periodic de către Ministerul Culturii, Cultelor și Patrimoniului Național din România, prin intermediul Institutului Național al Patrimoniului, ultima versiune datând din 2015. Această listă cuprinde și actualizările ulterioare, realizate prin ordin al ministrului culturii.
Puteți căuta un monument din județul Iași folosind formularul de mai jos sau puteți naviga prin toate monumentele din județ la lista monumentelor istorice din județul Iași.
| Cod LMI                                                      | Denumire                                             | Localitate                      | Localizare                                                                 | Datare, Creatori                    | Imagine               | Erori             |
| ------------------------------------------------------------ | ---------------------------------------------------- | ------------------------------- | -------------------------------------------------------------------------- | ----------------------------------- | --------------------- | ----------------- |
| IS-I-s-B-03674 (RAN: 99799.01)                               | Situl arheologic de la Țibănești, punct „La Șanțuri” | sat Țibănești; comuna Țibănești | Cartier Ivănești, la marginea de NV a satului                              |                                     | Încarcă foto \| video | Raportează eroare |
| IS-I-m-B-03674.01 (RAN: 99799.01.01)                         | Așezare                                              | sat Țibănești; comuna Țibănești | Cartier Ivănești, la marginea de NV a satului                              | Epoca medievală                     | Încarcă foto \| video | Raportează eroare |
| IS-I-m-B-03674.02 (RAN: 99799.01.02)                         | Necropola                                            | sat Țibănești; comuna Țibănești | Cartier Ivănești, la marginea de NV a satului                              | Epoca medievală                     | Încarcă foto \| video | Raportează eroare |
| IS-I-s-B-03675 (RAN: 99888.01)                               | Situl arheologic de la Țigănași                      | sat Țigănași; comuna Țigănași   | „Dealul Raiu”, la 1 km E de Țigănași                                       |                                     | Încarcă foto \| video | Raportează eroare |
| IS-I-m-B-03675.01 (RAN: 99888.01.06)                         | Așezare                                              | sat Țigănași; comuna Țigănași   | „Dealul Raiu”, la 1 km E de Țigănași                                       | sec. XIV - XV, Epoca medievală      | Încarcă foto \| video | Raportează eroare |
| IS-I-m-B-03675.02 (RAN: 99888.01.05)                         | Așezare                                              | sat Țigănași; comuna Țigănași   | „Dealul Raiu”, la 1 km E de Țigănași                                       | sec. IV p.Chr, Epoca daco-romană    | Încarcă foto \| video | Raportează eroare |
| IS-I-m-B-03675.03 (RAN: 99888.01.04)                         | Așezare                                              | sat Țigănași; comuna Țigănași   | „Dealul Raiu”, la 1 km E de Țigănași                                       | Hallstatt                           | Încarcă foto \| video | Raportează eroare |
| IS-I-m-B-03675.04 (RAN: 99888.01.03)                         | Așezare                                              | sat Țigănași; comuna Țigănași   | „Dealul Raiu”, la 1 km E de Țigănași                                       | Eneolitic, cultura Cucuteni, faza A | Încarcă foto \| video | Raportează eroare |
| IS-I-m-B-03675.05 (RAN: 99888.01.02)                         | Așezare                                              | sat Țigănași; comuna Țigănași   | „Dealul Raiu”, la 1 km E de Țigănași                                       | Eneolitic, cultura Precucuteni      | Încarcă foto \| video | Raportează eroare |
| IS-I-m-B-03675.06 (RAN: 99888.01.01)                         | Așezare                                              | sat Țigănași; comuna Țigănași   | „Dealul Raiu”, la 1 km E de Țigănași                                       | Epipaleolitic, tardenoisian         | Încarcă foto \| video | Raportează eroare |
| IS-I-s-B-03676 (RAN: 99888.02)                               | Situl arheologic de la Țigănași, punct „Valea Odăii” | sat Țigănași; comuna Țigănași   | „Valea Odăii”, la cca. 3 km NV de sat                                      |                                     | Încarcă foto \| video | Raportează eroare |
| IS-I-m-B-03676.01 (RAN: 99888.02.04)                         | Așezare                                              | sat Țigănași; comuna Țigănași   | „Valea Odăii”, la cca. 3 km NV de sat                                      | sec. XVII - XVIII, Epoca medievală  | Încarcă foto \| video | Raportează eroare |
| IS-I-m-B-03676.02                                            | Așezare                                              | sat Țigănași; comuna Țigănași   | „Valea Odăii”, la cca. 3 km NV de sat                                      | sec. XV – XVI, Epoca medievală      | Încarcă foto \| video | Raportează eroare |
| IS-I-m-B-03676.03 (RAN: 99888.02.02, 99888.02.03)            | Așezare                                              | sat Țigănași; comuna Țigănași   | „Valea Odăii”, la cca. 3 km NV de sat                                      | sec. XIV – XV, Epoca medievală      | Încarcă foto \| video | Raportează eroare |
| IS-I-m-B-03676.04 (RAN: 99888.02.01)                         | Așezare                                              | sat Țigănași; comuna Țigănași   | „Valea Odăii”, la cca. 3 km NV de sat                                      | Neolitic, cultura Starčevo-Criș     | Încarcă foto \| video | Raportează eroare |
| IS-I-m-B-03677 (RAN: 98578.01)                               | Valul lui Traian                                     | sat Țipilești; comuna Popricani | „Vatra satului”, la 1,3 km V de sat, cu direcția V-E                       | Epoca migrațiilor                   | Încarcă foto \| video | Raportează eroare |
| IS-I-s-B-03678 (RAN: 99931.01)                               | Așezare                                              | sat Țuțora; comuna Țuțora       | „Cotu lui Bogdan” („La Prisaca”), la cca. 3 km N de sat, în cotul Prutului | sec. XV - XVIII, Epoca medievală    | Încarcă foto \| video | Raportează eroare |
| IS-II-a-A-04264 (fost IS-II-a-B-04264)                       | Ansamblul conacului Petre P. Carp                    | sat Țibănești; comuna Țibănești | 46.90843°N 27.33711°E                                                      | 1819                                |                       | Raportează eroare |
| IS-II-m-A-04264.01 (fost IS-II-m-B-04264.01) (RAN: 99799.02) | Biserica „Duminica Tuturor Sfinților”                | sat Țibănești; comuna Țibănești |                                                                            | 1819                                | Alte imagini          | Raportează eroare |
| IS-II-m-A-04264.02 (fost IS-II-m-B-04264.02)                 | Conacul Petre P. Carp                                | sat Țibănești; comuna Țibănești |                                                                            | sec. XIX                            | Alte imagini          | Raportează eroare |
| IS-II-m-A-04264.04                                           | Parc                                                 | sat Țibănești; comuna Țibănești |                                                                            |                                     |                       | Raportează eroare |
| IS-II-m-A-04264.05                                           | Corp anexă - Gang                                    | sat Țibănești; comuna Țibănești |                                                                            |                                     |                       | Raportează eroare |
| IS-II-m-B-04265 (RAN: 99888.03)                              | Biserica „Sf. Spiridon”                              | sat Țigănași; comuna Țigănași   |                                                                            | 1802                                |                       | Raportează eroare |
| IS-IV-m-B-04264.03 (fost IS-IV-m-B-04264.03)                 | Mausoleul familiei Petre P. Carp                     | sat Țibănești; comuna Țibănești |                                                                            | 1819                                |                       | Raportează eroare |